# Paracassina
Paracassina és un gènere de granotes de la família dels hiperòlids.

## Taxonomia
- Paracassina kounhiensis
- Paracassina obscura